# Třída Amphitrite (1883)
Třída Amphitrite byla třída monitorů námořnictva Spojených států amerických. Celkem byly postaveny čtyři jednotky této třídy. Jejich stavba se protáhla na 22 let, takže v době dokončení již byly zastaralé. Ve službě byly v letech 1895–1923. Roku 1898 se účastnily Španělsko-americké války.

## Stavba

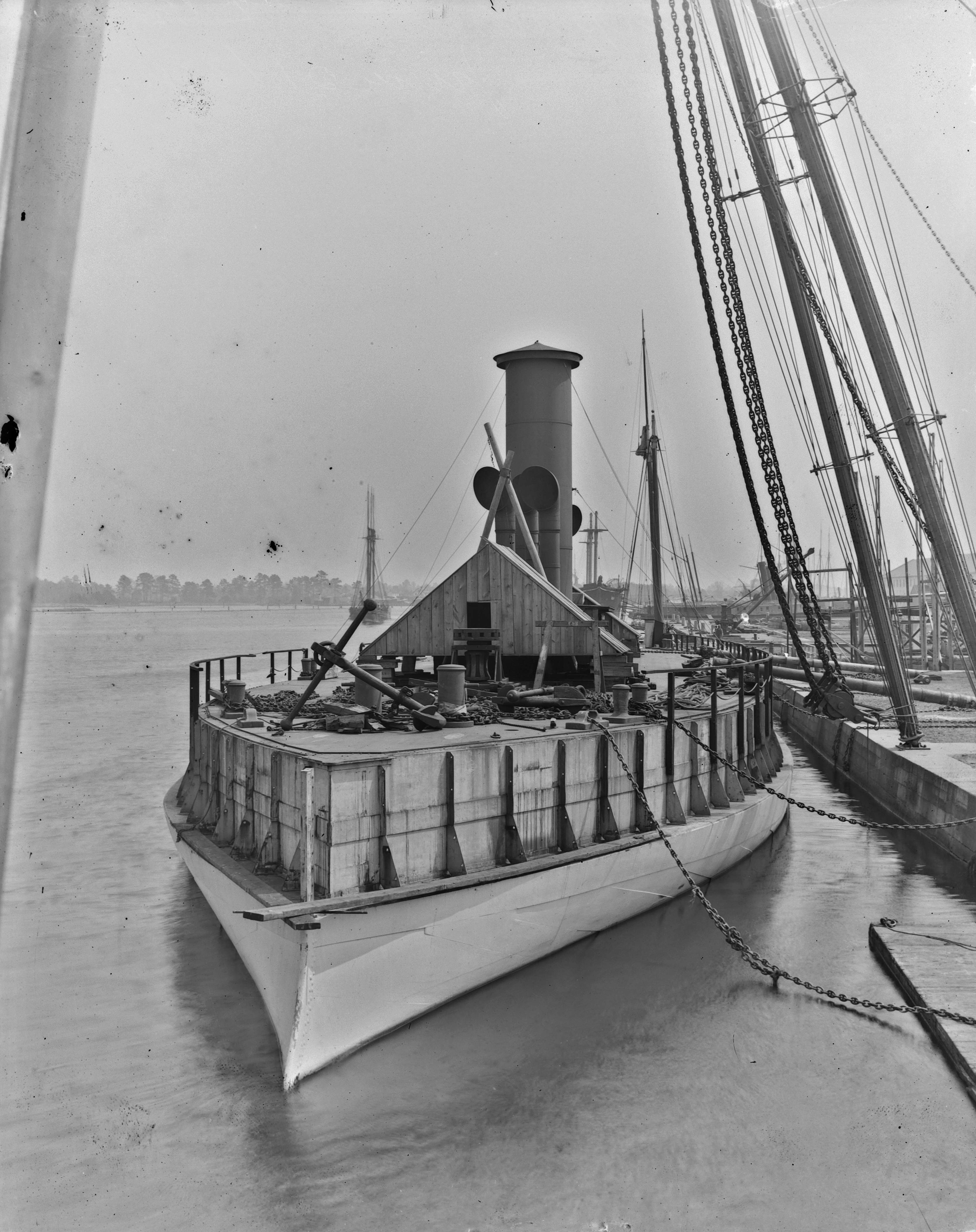
Rozestavěný monitor USS Amphitrite (BM-2)

Od roku 1864 americké námořnictvo provozovalo monitory třídy Miantonomoh. Přestože s nimi bylo spokojeno, v průběhu sedmdesátých let musely být vyřazeny kvůli špatnému technickému stavu jejich částečně dřevěné konstrukce. Protože Kongres nepřidělil prostředky na nová plavidla, velitel amerického námořnictva George M. Robeson roku 1874 zahájil program opravy a modernizace čtyř monitorů třídy Miantonomoh, která byla tak rozsáhlá, že se fakticky jednalo o stavbou čtyř nových plavidel. Později kvůli tomu vypukl skandál.
Kýly čtyř monitorů byly založeny v letech 1874–1875, ale v letech 1876–1882 byly práce na nich přerušeny. Ve všech případech monitory rozestavěly soukromé loděnice a dokončily loděnice amerického námořnictva. Amphitrite postavila loděnice Harlan and Hollingsworth ve Wilmingtonu v Delaware a následně roku 1885 dokončila loděnice Norfolk Naval Shipyard v Portsmouthu ve Virginii. Monadnock postavila loděnice Continental Iron Works a roku 1896 dokončila loděnice Mare Island Naval Shipyard ve Vallejo v Kalifornii. Terror postavila loděnice William Cramp & Sons ve Filadelfii a roku 1896 dokončila loděnice New York Navy Yard v New Yorku. Miantonomoh postavila loděnice Delaware River Iron Ship Building and Engine Works v Chesteru v Pensilvánii a již roku 1876 dokončila New York Navy Yard. Mezi přijetím do služby prvního a posledního plavidla uběhlo čtrnáct let. Z původních monitorů bylo na ty nové využito minimum materiálu. V rámci třídy Amphitrite byl původně objednán i monitor USS Puritan (BM-1), který byl nakonec postaven v upravené podobě, byl větší a silněji vyzbrojený.
Jednotky třídy Amphitrite:
| Jméno                  | Loděnice                                                                | Založení kýlu  | Spuštěna         | Vstup do služby | Poznámka |
| ---------------------- | ----------------------------------------------------------------------- | -------------- | ---------------- | --------------- | --- |
| USS Amphitrite (BM-2)  | Harlan and Hollingsworth / Norfolk Naval Shipyard                       | 1874           | 7. června 1883   | 23. dubna 1885  | Za Španělsko-americké války nasazen v oblasti Portorika. Vyřazen 1907. V rezervě využíván ve výcviku. V letech 1916–1917 zapůjčen námořní milici a následně do roku 1919 jako strážní loď. V roce 1920 prodán civilnímu majiteli a přeměněn na plovoucí kasino. Od roku 1943 pronajat vládě jako plovoucí kasárna. V roce 1950 plovoucí restaurace. V roce 1952 sešrotován. |
| USS Monadnock (BM-3)   | Continental Iron Works / Mare Island Naval Shipyard                     | 15. ledna 1875 | 19. září 1883    | 20. února 1896  | Za Španělsko-americké války nasazen na Filipínách. V Asii zůstal i v dalších letech. V letech 1912–1919 tendr ponorek. Roku 1920 upraveno označení z M-3 na BM-3. Roku 1921 přejmenován na IX 17. Prodán do šrotu 1923. |
| USS Terror (BM-4)      | William Cramp & Sons / New York Navy Yard                               | 1874           | 24. března 1883  | 15. dubna 1896  | Za Španělsko-americké války se účastnil blokády Kuby a dále se zapojil do operací v oblasti Portorika. V letech 1901–1905 ve výcviku. Roku 1915 vyškrtnut a využíván jako cvičný cíl Target D. Dne 10. března 1921 potopen jako cvičný cíl. Později vyzvednut a sešrotován.                                                                                                 |
| USS Miantonomoh (BM-5) | Delaware River Iron Ship Building and Engine Works / New York Navy Yard | 1874           | 5. prosince 1876 | 6. října 1882   | Za Španělsko-americké války byl zařazen mezi síly provádějící blokádu Kuby. Vyřazen 1899. V letech 1906–1907 zapůjčen námořní milici. Roku 1915 vyškrtnut a využíván jako cvičný cíl Target C. Prodán do šrotu 1922. |

## Konstrukce

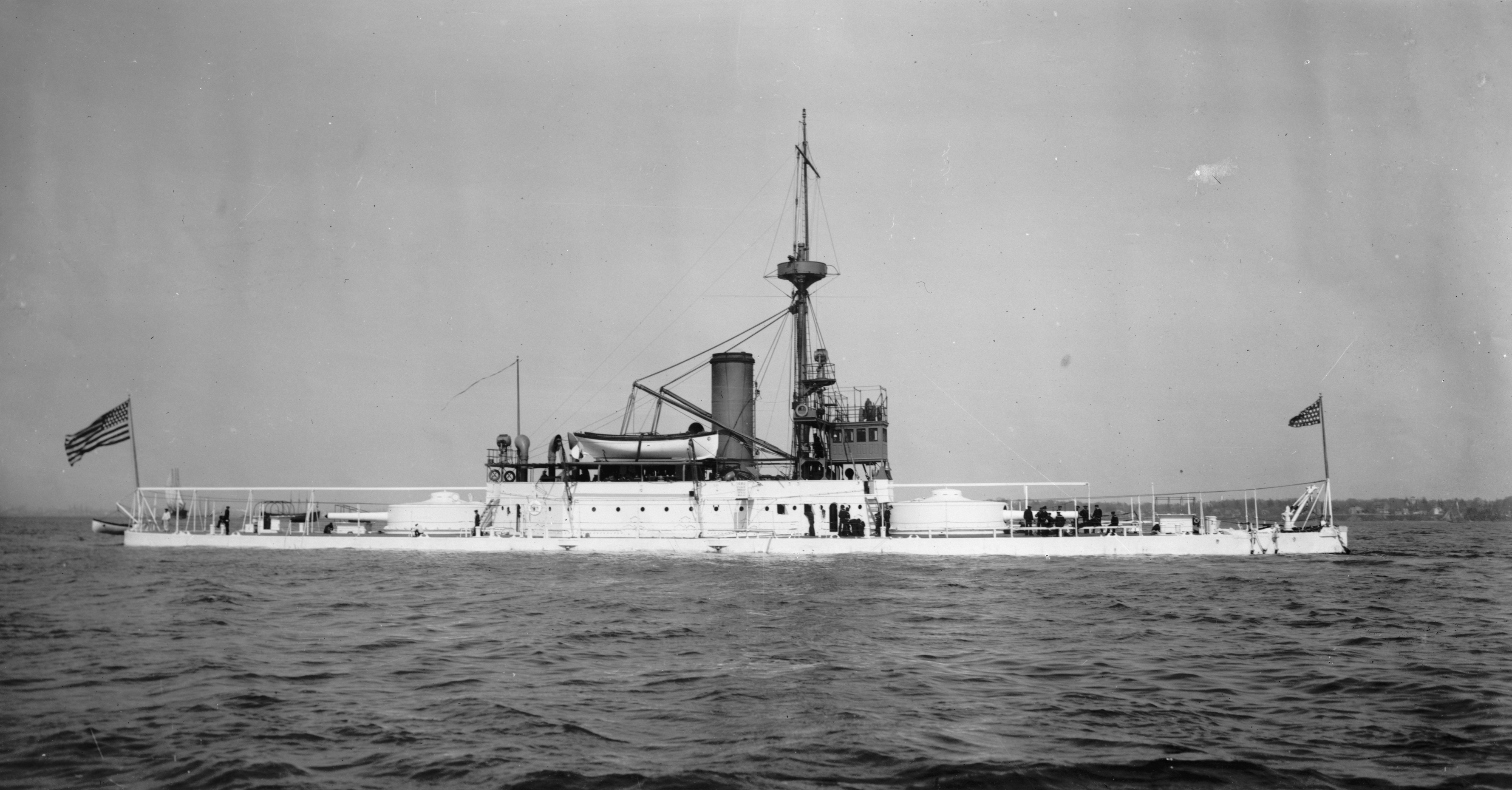
USS Terror (BM-4)

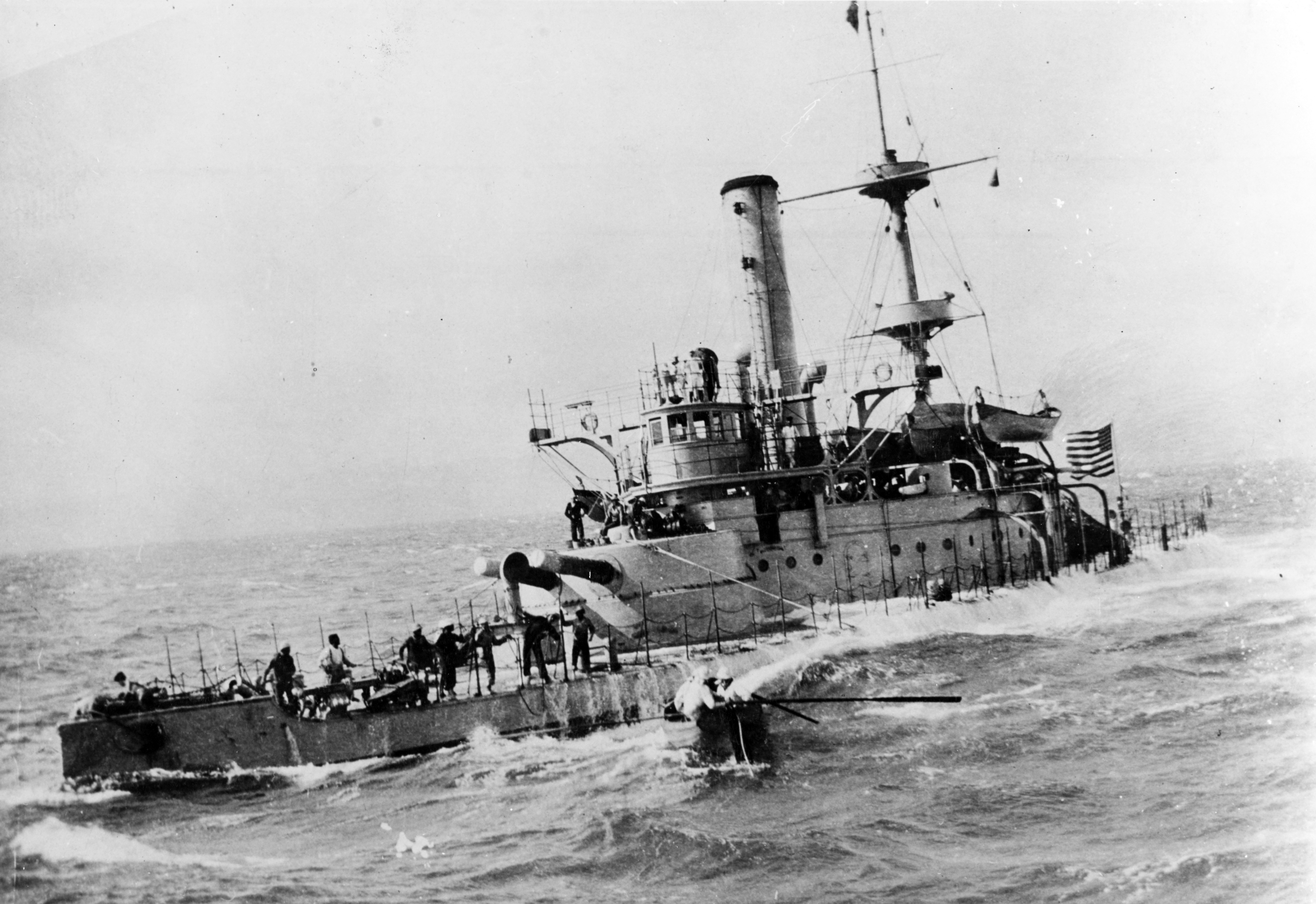
USS Monadnock (BM-3) v době Španělsko-americké války přeplouvá Pacifik

Mezi jednotlivými plavidly existovaly odlišnosti a žádná dvě plavidla nebyla stejná. Hlavní výzbroj monitůrů Amphitrite a Monadnock představovaly čtyři 250mm/30 kanóny ve dvoudělových věžích na přídi a na zádi. Doplňovaly je dva 57mm kanóny QF 6-pounder Hotchkiss v jednohlavňových lafetách a dva 47mm kanóny QF 3-pounder Hotchkiss v jednohlavňových lafetách. Ocelové a železné pancéřování chránilo boky, dělové věže a jejich barbety a dále velitelskou věž. Pohonný systém monitoru Amphitrite tvořily čtyři kotle a dva parní stroje o výkonu 1600 hp, pohánějící dva lodní šrouby. Nejvyšší rychlost dosahovala dvanáct uzlů. Monitor Monadnock měl pohonný systém o výkonu 3000 hp, takže dosahoval rychlosti 14,5 uzlu.